# Fushizen na girl/Natural ni koishite
Fushizen na girl/Natural ni koishite (不自然なガール/ナチュラルに恋して?, Fushizen na gāru/Nachuraru ni koishite) è il quindicesimo singolo, doppia a-side, del trio j-pop giapponese Perfume. È stato pubblicato il 14 aprile 2010 dall'etichetta major Tokuma Japan Communications.
Il singolo è stato stampato in due versioni in confezione jewel case: una special edition con DVD extra ed una normal edition con copertina diversa.

## Tracce
Tutti i brani sono testo e musica di Yasutaka Nakata.

Dopo il titolo è indicata fra parentesi "()" la grafia originale del titolo.
1. Fushizen na girl (不自然なガール?) - 3:59
2. Natural ni koishite (ナチュラルに恋して?) - 3:08
3. Fushizen na girl -Original Instrumental- (不自然なガール -Original Instrumental-?) - 3:59
4. Natural ni koishite -Original Instrumental- (ナチュラルに恋して -Original Instrumental-?) - 3:08

### DVD
1. Fushizen na girl (不自然なガール?); videoclip

## Formazione
- Nocchi - voce
- Kashiyuka - voce
- A~chan - voce